# Gazalina nervosa
Gazalina nervosa är en fjärilsart som beskrevs av Felder 1874. Gazalina nervosa ingår i släktet Gazalina och familjen tandspinnare. Inga underarter finns listade i Catalogue of Life.